# フン語
フン語（Hunnic language、Hunnish）は、4世紀から5世紀にかけて繁栄したフン族の話す言語。フン帝国では多くの言語が話されていたが、当時の記録ではフン語はゴート語やフン族に支配されていた他の部族の言語と隣接して話されていたとされる。フン語の証拠は非常に限られており、ほとんどすべて固有名詞から成っている。フン族研究の権威によれば、フン語は現在のところ分類を決定できておらず、類似点などについても決定的な合意見解は存在しないのが現状であり、ウラル語族、アルタイ諸語、エニセイ語族、印欧語族など様々な説が存在するが、現在主流の説ではテュルク諸語のブルガール語群に属すとされる。